# سکوی نیرو

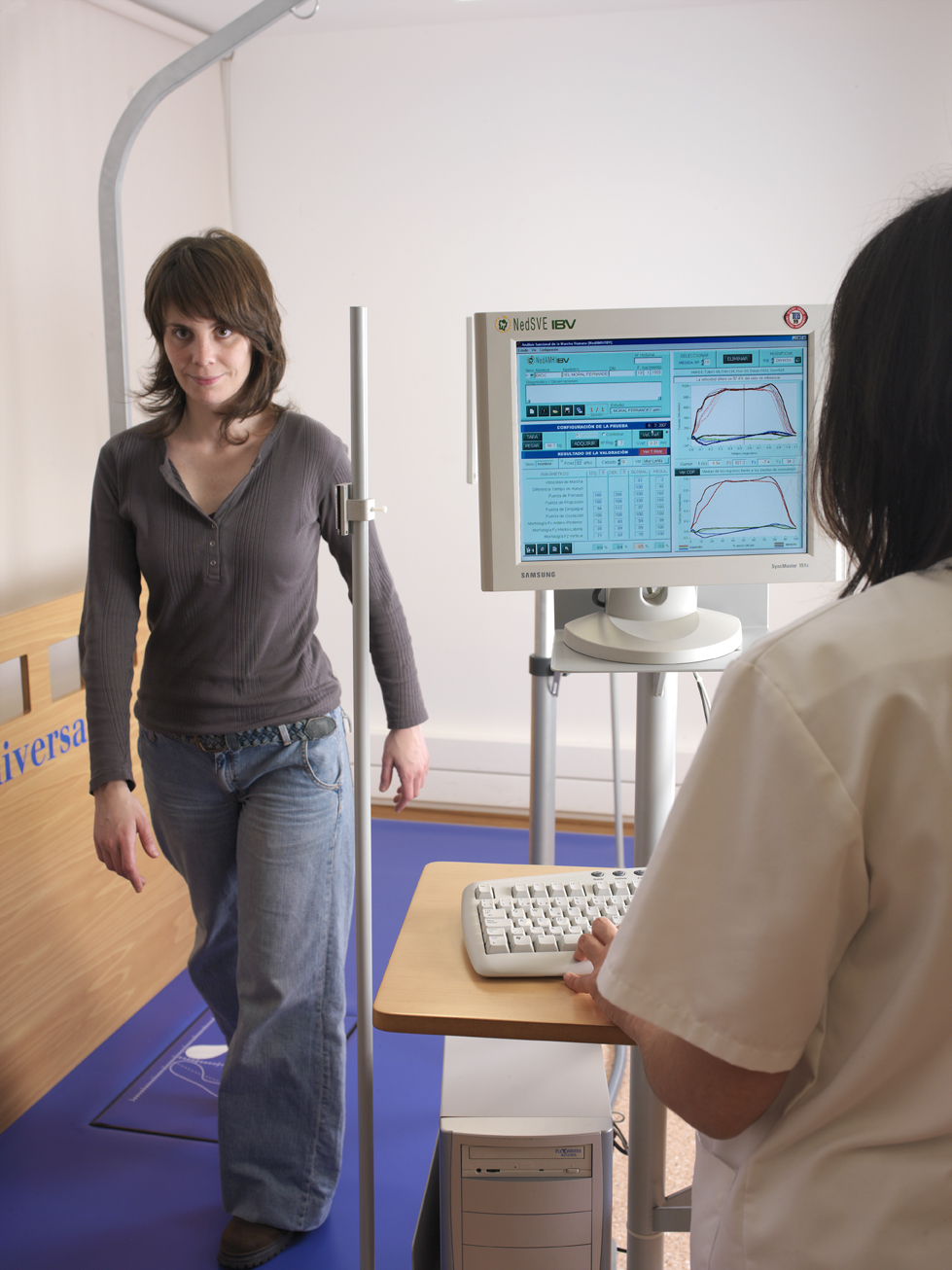
فردی در حال قدم‌زدن روی سکوی نیرو.

سکوی نیرو (به انگلیسی: Force platform)، و یا صفحه نیرو (به انگلیسی: force plate)، ابزار اندازه‌گیری است که با محاسبه نیروی ناشی از وزن فرد، تعادل، قدم‌زدن و برخی دیگر از پارامترهای بیومکانیکی را کمی‌سازی می‌کند. بیشترین کاربرد این وسیله در پزشکی، ورزش و آنالیز قدم برداشتن می‌باشد.